# Église Saint-Julien-des-Flamands de Rome
L'église Saint-Julien-des-Flamands (en italien : chiesa di S. Giuliano dei Fiamminghi ; en néerlandais : Sint-Juliaan-der-Vlamingen ; en latin : S. Iuliani Flandrensium) est une église catholique romaine dédiée à saint Julien l'Hospitalier, située à Rome en Italie.
Historiquement, l'église fut l'église nationale à Rome des Pays-Bas méridionaux et est devenue après 1830 l'église nationale de la Belgique.
D'après la tradition, l'église fut construite lorsque les Flandres se convertirent à la foi chrétienne sous le pontificat de Grégoire II (715-731). La petite église fait partie d'un bâtiment roman qui fut un temps l'hospice Saint-Julien-des-Flamands construit pour accueillir les pèlerins originaires du comté de Flandre. Sa dénomination officielle est, depuis 1979, Église et fondation royale belge Saint-Julien-des-Flamands (néerlandais : Koninklijke Belgische kerk en stichting Sint-Juliaan der Vlamingen). Durant le consistoire du 26 novembre 1994, Jan Pieter Schotte fut nommé cardinal-diacre de Saint-Julien. De son décès en 2005 au 20 novembre 2010, le siège fut vacant. Il est maintenant occupé par le cardinal Walter Brandmüller.

## Historique de l'hospice et de l'église
Immédiatement après leur conversion, les pèlerins germaniques commencent à arriver à Rome pour visiter les lieux de culte de la tombe de saint Pierre et de la basilique Saint-Paul-hors-les-Murs. Des maisons d'hôtes furent construites pour les loger et les nourrir : petits hospices des Saxons, des Lombards, des Frisons et des Francs (Il existe encore l'église Santa Maria della Pietà in Camposanto dei Teutonici) furent construits autour de la basilique Saint-Pierre. La tradition situe la fondation de l'hospice de Saint-Julien aux alentours du VIIIe siècle, quand les Flandres furent converties à la foi chrétienne durant le pontificat du pape Grégoire II (715-731). En 1096, Robert II, comte de Flandres, en route pour la Terre sainte dans le cadre de la première croisade, visita l'hospice.
Les premières références historiques mentionnant la chapelle Saint-Julien datent du début du XVe siècle. Durant cette période, les papes étaient de retour à Rome après le long exil à Avignon. Le retour de la cour pontificale à Rome attira nombre de personnes étrangères dans la cité. Rapidement, les Pays-Bas, créèrent leur propre structure pour loger le nombre croissant de pèlerins néerlandais. Un des plus anciens manuscrits de Saint-Julien provient de cette période dont une copie persiste : les statuts et règlements de l'hospice pour pèlerins de 1444.
L'hospice Saint-Julien conserve précieusement le registre des pèlerins néerlandais qui ont visité Rome depuis 1624. De 1624 à 1790, 213 pèlerins ont reçu le gîte, provenant principalement de Flandres, mais aussi d'Artois, de Namur, Tournai et Cambrai.
Sous l'influence des papes de la Renaissance, Rome devint un centre culturel pour nombre de sculpteurs, peintres, étudiants et musiciens. Supportés par des confréries comme Saint-Julien des Flamands, Rome devint, du XVe au XVIIe siècle, une ville d'immigration pour les flamands. Des cordonniers, charpentiers, orfèvres, tailleurs et soldats trouvèrent à Rome une seconde patrie. Les riches flamands de Rome, le haut-clergé, des commerçants, des artisans et des artistes de renom devinrent membres du conseil de l'hospice et membres associés de la Confrérie de Saint-Julien. Cette fraternité avait une dimension spirituelle et matérielle. Elle acquit beaucoup de prestige en 1536 quand l'empereur Charles Quint, né à Gand, en devint membre.
Bien qu'initialement, les statuts de la confrérie n'autorisaient que des gens originaires du comté de Flandres à être membre du conseil d'administration, progressivement, des gens d'autres parties des Pays-Bas méridionaux (Anvers, Tournai, Binche...) prirent part à sa gestion. L'hospice a débuté avec un soutien soutien financier provenant de toutes les parties des Pays-Bas. Avec le temps, la petite église de Saint-Julien est devenue plus qu'un centre de soutien matériel et servit de lieu de rencontre pour tous les néerlandais méridionaux vivant à Rome.
Au cours de l'époque moderne, la portée de l'hospice s'est élargie pour devenir un centre social et une source de soutien financier pour les flamands vivant à Rome. Il a favorisé les contacts entre flamands vivant à Rome. Les marchands d'origine flamande faisaient ainsi appel à des artistes flamands. Actif dans la gestion de la confrérie de Saint-Julien entre 1618 et 1643, le banquier Pieter de Visscher, né à Audenarde, avait ainsi fait décorer de fresques sa demeure à Frascati par le peintre baroque flamand Cornelis Schut. Des artistes de renom tels que Jan Miel et Louis Cousin (it) faisaient partie du conseil de la confrérie de Saint-Julien. Le plus important mécène de la confrérie fut Nicholas Haringhe, un pharmacien d'Ypres, qui fit don toute sa fortune à la fin du XVIIe siècle à l'hospice de Saint Julien. En 1695, il commanda le principal tableau surmontant l'autel actuel à son ami Theodor Helmbreker.
L'ancienne organisation de la confrérie disparut quand les Français prirent le contrôle de la fondation entre 1798 et 1814. L'église fut alors officiellement transférée au Royaume des Pays-Bas et puis au Royaume de Belgique.
Le patrimoine de la fondation consiste aujourd'hui en 3 immeubles à appartements des XVIIIe et XIXe siècles. Les revenus de la fondation proviennent de la location des 35 appartements s'y trouvant. Il n'a pas de subside du gouvernement fédéral belge. Le but de la fondation subsiste depuis des siècles : offrir aide et hospitalité aux pèlerins, compatriotes qui résident à Rome ou visitent la ville éternelle.

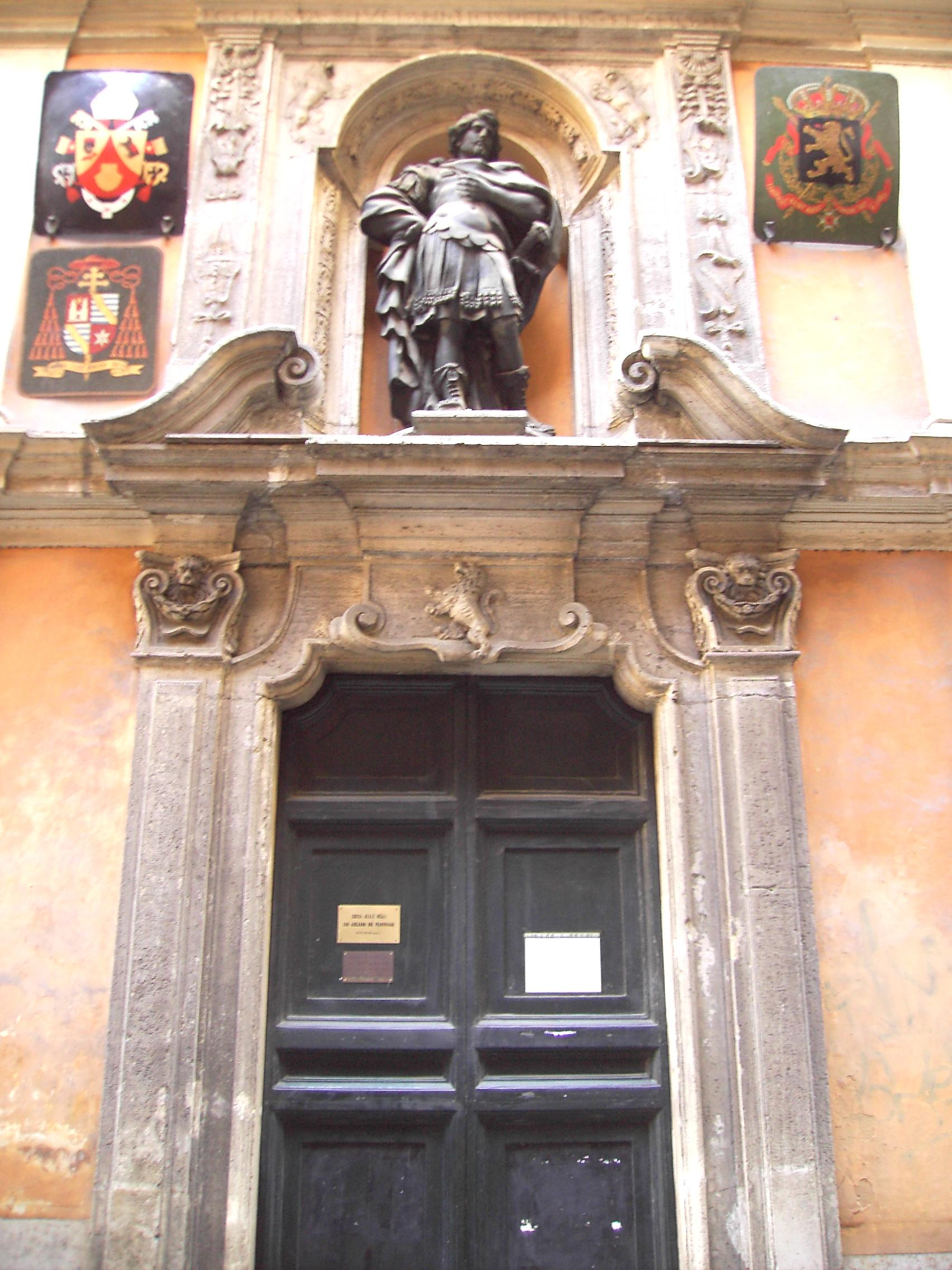
Entrée de l'église

## Intérieur
L'hospice fut entièrement rénové en 1681-1682. Inspiré de l'église Sant'Andrea Al Quirinale du Bernin, son plan ovale-octogonal date du XVIIIe siècle. Antionio Maria Borioni (? - 1727) en fit les plans et coordonna la construction de la nouvelle église assisté par son frère Asdrubal Borioni. La plupart des œuvres datent du début du XVIIIe siècle. Le médaillon central de la voûte dépeint l'apothéose de Saint-Julien-l'hospitalier. La fresque fut peinte en 1717 par l'anglais William Kent, connu plus tard comme le créateur des jardins à l'anglaise.
Le médaillon est entouré de 4 figures allégoriques représentant les Flandres, Bruges et le franc de Bruges, Gand et Ypres. Peintes en 1743 par Maximilien Dhaese, les peintures surplombant les autels latéraux représentent les apôtres Pierre et Paul.

## Extérieur

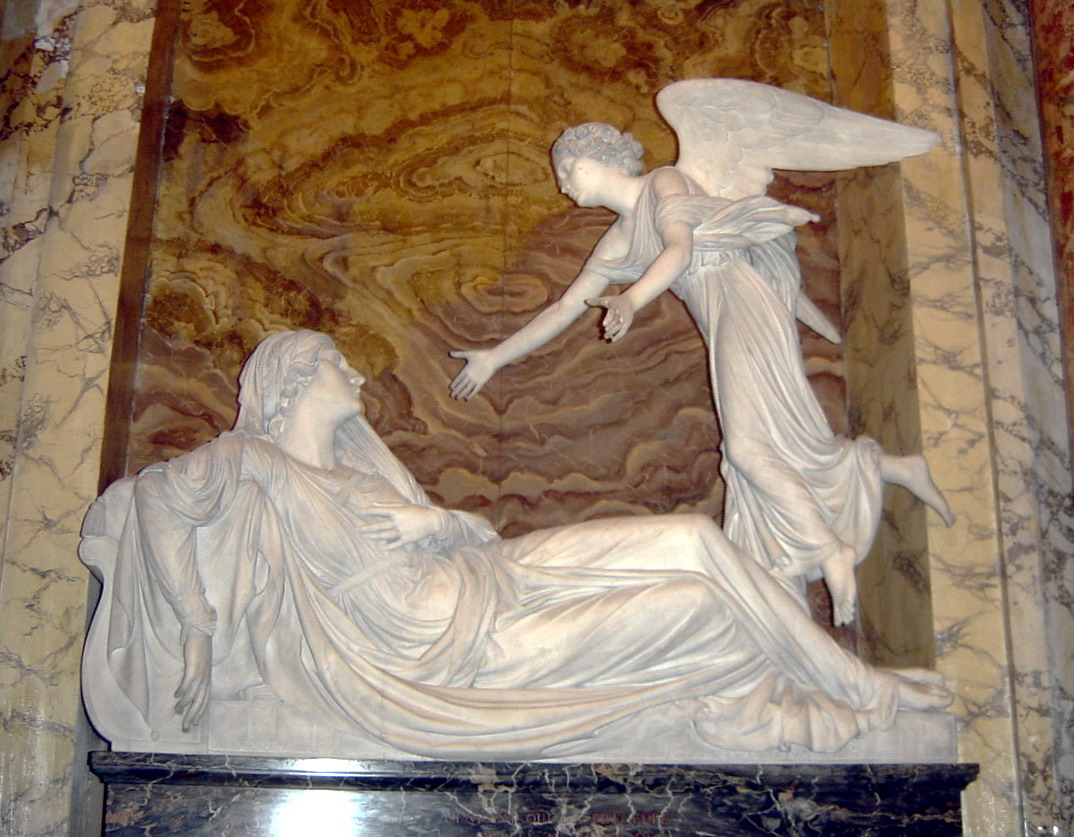

La façade baroque est ornée d'une statue de Saint-Julien l'hospitalier surmontant l'entrée principale et d'une inscription latine résumant l'histoire du bâtiment jusqu'en 1785 :
« TEMPLVM HOC ET XENODOCHIVM FLANDRICAE GENTIS PIETATE DIVO JULIANO ANNO SALVTIS DCCXIII DICATVM 
 A ROBERTO FLANDRIAE COMITE RESTITVTVM CENSVQ ADAVCTVM ANNO MXCIV SEDENTE EVGENIO IV SOLEMNI RITV CONSECRATVM 
 IN SPLENDIDIOREM FORMAM ANNO MDCLXXXI REDACTVM PROVISORES SOLO MARMOREO STERNI CURARVNT 
 ANNO DOMINI MDCCLXXXV »
Les armoiries des 4 Membres de Flandre (Bruges et le Franc de Bruges, Gand et Ypres) entourent le médaillon et ornent la façade de l'église sous l'inscription : « ECCLESIA S. GIULIANI HOSPITALIS FLANDRIAE ».

## Cardinaux-prêtres de San Giuliano depuis 1994
- Jan Pieter Schotte (26 novembre 1994 - 10 janvier 2005)
- Vacant (2005–2010)
- Walter Brandmüller (2010-actuellement)

## Source
- (en) Cet article est partiellement ou en totalité issu de l’article de Wikipédia en anglais intitulé « Chiesa di San Giuliano dei Fiamminghi » (voir la liste des auteurs).